# Инверсия управления
Инверсия управления (англ. Inversion of Control, IoC) — общий принцип программирования, особенно важный в рамках объектно-ориентированной парадигмы, используемый для уменьшения зацепления (связанности) в компьютерных программах. Также архитектурное решение интеграции, упрощающее расширение возможностей системы, при котором поток управления программы контролируется фреймворком.
В обычной программе программист сам решает, в какой последовательности делать вызовы процедур. Но если используется фреймворк, программист может разместить свой код в определенных точках выполнения (используя callback или другие механизмы), затем запустить «главную функцию» фреймворка, которая обеспечит всё выполнение и вызовет код программиста тогда, когда это будет необходимо. Как следствие, происходит утеря контроля над выполнением кода — это и называется инверсией управления (фреймворк управляет кодом программиста, а не программист управляет фреймворком).
Инверсия управления бывает не только во фреймворках, но и в некоторых библиотеках (но обычно библиотеки не создают инверсии управления — они предоставляют набор функций, которые должен вызывать программист).
Другим примером инверсии контроля можно считать облегчённые версии системных драйверов, так называемые фильтрующие драйверы. В этом случае основной поток управления реализуется ядром ОС и обычным «тяжёлым» драйвером, а конкретная функциональность реализуется за счёт функций обратного вызова (callback), которые фильтр регистрирует при старте. Собственно, такой же принцип работает и в случае других фильтров, будь то фильтрация видеопотока или потоков веб-запросов к java-сервлетам.

## Описание
Одной из реализаций инверсии управления в применении к управлению зависимостями является внедрение зависимостей (англ. dependency injection). Внедрение зависимости используется во многих фреймворках, которые называются IoC-контейнерами.
Если сравнить с более низкоуровневыми технологиями, IoC-контейнер — это компоновщик, который собирает не объектные файлы, а объекты ООП (экземпляры класса) во время исполнения программы. Очевидно, для реализации подобной идеи было необходимо создать не только сам компоновщик, но и фабрику, производящую объекты. Аналогом такого компоновщика (естественно, более функциональным) является компилятор, одной из функций которого является создание объектных файлов. В идее компоновки программы во время исполнения нет ничего нового. Предоставление программисту инструментов внедрения зависимостей дало значительно бо́льшую гибкость в разработке и удобство в тестировании кода.

## Примеры использования
- Шаблон «Фабрика» (англ. Factory pattern)
- Локатор служб
- Внедрение зависимости (англ. Dependency injection)
- Контекстный поиск (англ. contextualized lookup)

## Критика
Все подходы, основанные на инверсии управления, страдают от следующих двух недостатков:
- логика взаимодействия программы разбросана по отдельным обработчикам событий или классам;
- поток управления задан неявно и использует общее состояние (shared state) обработчиков событий.